# Ambush (Band)
Ambush ist eine schwedische Heavy-Metal-Band aus Växjö, die 2013 gegründet wurde.

## Bandgeschichte
Ambush (dt. „Hinterhalt“) wurde 2013 von Oskar Jacobsson (Gesang), Adam Hagelin (Gitarre), Oloof Engkvist (Gitarre), Ludwig Sjohölm (Bass) und Linus Fritzson (Schlagzeug) gegründet. Bereits im ersten Jahr spielte die Band das Demo Demokassett ein. Mit diesem erhielten sie einen Plattenvertrag beim deutschen Independent-Label High Roller Records, wo 2014 zunächst die Single Natural Born Killers und anschließend das Debütalbum Firestorm. Bereits ein Jahr später erschien der Nachfolger Desecrator. Im Anschluss tourte die Band intensiv.
2017 musste Bassist Ludwig Sjohölm nach der Brasilientour aus gesundheitlichen Gründen seine Karriere als Livegitarrist beenden. Er blieb in der Band und wurde bei den Liveauftritten durch Burning Fire ersetzt.
2020 erschien ihr drittes Album Infidel. Dabei handelte es sich um eine Art Konzeptalbum über den Zusammenhang zwischen Gut und Böse. Es stellt zudem eine Art Religionskritik dar. Bis auf wenige Ausnahmen spielte alle Bassspuren Burning Fire ein, da sich Sjohölms gesundheitlicher Zustand weiter verschlechterte. Kurz nach der Veröffentlichung des Albums stieg auch Gründungsmitglied Adam Hagelin aus, der durch Karl Dotzek ersetzt wurde.
2022 erschien die Single Barabbas, die ursprünglich für Infidel geschrieben wurde, wurde aber weggelassen, da die Band bereits genug Material hatte.

## Musikstil
Ambush wurden vor allem durch die 1980er Heavy-Metal-Szene geprägt und spielen eine Mischung aus traditionellem Heavy Metal, New Wave of British Heavy Metal und Speed Metal. Zu ihren hörbaren Einflüssen zählen Bands wie Saxon, Iron Maiden, Accept, Judas Priest und Dio sowie die aus ihrer Region stammende schwedische Band Bullet. Damit sind sie Teil einer Retro- beziehungsweise Old-School-Welle, wie andere Bands dieses Genres, unter andere, Enforcer, RAM und Screamer, die ebenfalls aus Schweden stammen.

## Diskografie

### Album
- 2014: Firestorm (High Roller Records)
- 2015: Desecrator (High Roller Records)
- 2020: Infidel (High Roller Records)

### Singles
- 2014: Natural Born Killers (7′’, High Roller Records)
- 2019: Hellbiter (7′’, High Roller Records)
- 2022: Barabbas (Digitale Single, High Roller Records)
- 2023: Heavy Metal Thunder Session #1 (Split-7′’ mit Stallion, Doomentia Records)

### Demoaufnahmen
- 2013: Demokassett (Demoaufnahme, Eigenveröffentlichung)